# 瑪麗·K·貝特曼
穆莉爾·「瑪麗」·K·貝特曼（Muriel "Mary" K. Bateman，1883年5月18日—1961年6月19日），婚後名瑪麗·佛雷斯曼（Mary Flaxman），是一名英格蘭羽球運動員。
1903年和1906年，瑪麗·K·貝特曼曾經兩度打進全英羽球錦標賽的女子雙打決賽。1910年，她與梅莉爾·盧卡斯搭檔，終於贏得全英女子雙打冠軍頭銜。1910年她與海柔兒·賀加斯搭檔，再度贏得全英女子雙打冠軍。
在愛爾蘭羽球公開賽上，她於1907年、1909年和1910年贏得女子雙打冠軍。在法國羽球公開賽上，她於1910年、1911年、1912年和1914年贏得女子雙打冠軍。